# Усть-Быстрянская
Усть-Быстрянская — станица в Усть-Донецком районе Ростовской области.
Входит в состав Нижнекундрюченского сельского поселения.

## География

### Улицы
| - ул. Гагарина, - ул. Декабристов, - ул. Донецкая, - ул. Колхозная, - ул. Комарова, - ул. Комсомольская, - ул. Лермонтова, | - ул. Луговая, - ул. Максима Горького, - ул. Молодёжная, - ул. Набережная, - ул. Октябрьская, - ул. Пролетарская, - ул. Садовая, | - ул. Советская, - ул. Социалистическая, - ул. Степная, - ул. Центральная, - ул. Чехова, - ул. Школьная, - ул. Шолохова, | - пер. Береговой, - пер. Зелёный, - пер. Кленовый, - пер. Короткий, - пер. Лесной, - пер. Луговой, - пер. Майский, | - пер. Нагорный, - пер. Островского, - пер. Почтовый, - пер. Рабочий, - пер. Солнечный, - пер. Тихий. |

## История
Была поселена на правом берегу реки Северский Донец, в 30 верстах от Константиновской окружной станицы. Прежде находилась на левом берегу этой реки, при впадении в неё речки Быстрой, почему и получила своё название. Близ старого места станицы расположен хутор Усть-Быстрый.
До революции в станице работала Сретенская церковь.

## Население
| 2010 |
| ---- |
| 1534 |

### Известные люди
- Орехов, Сергей Яковлевич — Герой Советского Союза.
- Петрова, Мария Тихоновна — Герой Социалистического труда.

## Экономика
Примерно в 1,5 км к юго-западу от станицы Усть-Быстрянской находится производство ООО «Быстра», на котором добывается из артезианской скважины и бутилируется экологически чистая питьевая минеральная природная столовая вода «Серебряная», содержащая природный йод и относящаяся к классу «Премиум».